# Man of the Year (песня Лорд)
«Man of the Year» — песня новозеландской певицы Лорд. Она была выпущена 29 мая 2025 года лейблами Universal Music New Zealand и Republic Records в качестве второго сингла грядущего четвёртого студийного альбома Virgin. Певица анонсировала песню в социальных сетях 20 мая 2025 года

## История
После выхода своего третьего студийного альбома Solar Power (2021) Лорд лишь изредка сообщала о том, что находится в студии. В феврале 2023 года она подтвердила журналу Ensemble Magazine, что начала работу над четвёртым студийным альбомом, признавшись, что ей потребуется много времени, чтобы вернуться. В июле 2024 года Лорд поделилась коротким клипом на новую музыку в своих историях Instagram. В следующем месяце было подтверждено, что для работы над альбомом она объединилась с американским музыкантом Джимом-Е Стэком.
Лорд объявила о выпуске своего нового сингла «Man of the Year» через тизерный клип, опубликованный в Instagram, в котором сообщила, что он выйдет 29 мая 2025 года вместе с музыкальным видео. Эта песня станет вторым синглом из ее грядущего альбома Virgin и последует за апрельским синглом «What Was That». Перед выпуском песни Лорд поделилась, что в ней она исследует темы, связанные с ее меняющимся чувством гендерной идентичности, которое она начала лучше понимать после того, как перестала принимать оральные контрацептивы.
В интервью австралийской радиопрограмме Triple J Лорд рассказала, что начала писать песню вместе с Джеймсом Стэком (более известным как Jim-E Stack) на следующий день после того, как посетила вечеринку мужского журнала GQ «Мужчины года» в ноябре 2023 года. В своем профиле в Rolling Stone она рассказала, что перед тем, как написать «Man of the Year», она сидела на полу в своей гостиной и «пыталась визуализировать версию себя, которая полностью отражала бы то, как [ее] пол (гендер) чувствовал себя в тот момент». Она представила себя в мужских джинсах, с золотой цепочкой на шее и клейкой лентой на груди — образ, который, по ее словам, казался ей грубым и непостоянным. На обложке сингла Лорд изображена в синих джинсах, топлесс, с грудью, заклеенной серебряным скотчем. За день до выпуска песни Лорд устроила импровизированное мероприятие в Окленде, Новая Зеландия, где она сыграла песню для поклонников в ванной молодёжной волонтёрской организации YMCA.

## Отзывы
«Man of the Year» был встречен со смешанными отзывами. Фрэн Хопфнер из Vulture похвалил трек и назвал его «ни в коем случае не художественной переработкой», которая «вобрала в себя все, что сделало последние три альбома великолепными, и объединила это в одной песне» . В смешанной рецензии Уолден Грин из Pitchfork написал, что песня «не имеет пиков и спадов; она поднимается, поднимается и поднимается, а потом исчезает», и сравнил ее с «Green Light» Лорд и «Solo» Фрэнка Оушена, которую Лорд исполнила в рамках своего мирового турне Melodrama World Tour.

## Музыкальное видео
Вместе с треком был выпущен музыкальный клип, снятый Грантом Сингером, в котором Лорд танцует под песню с клейкой лентой на груди и танцует на песке в пустом лофте. Рецензент Фран Хопфнер в своей статье для Vulture отметила визуальное сходство между декорациями клипа и постоянной художественной инсталляцией New York Earth Room, квартирой, заполненной землей, созданной скульптором Уолтером Де Мариа.

## Чарты
| Чарт (2025)                                  | Высшая позиция |
| -------------------------------------------- | -------------- |
| Австралия (ARIA)                             | 92             |
| Канада (Billboard Canadian Hot 100)          | 85             |
| Мир (Billboard Global 200)                   | 173            |
| Ирландия (IRMA)                              | 56             |
| Новая Зеландия (Recorded Music NZ)           | 11             |
| Великобритания (OCC UK Singles)              | 62             |
| США (Billboard Bubbling Under Hot 100)       | 1              |
| США (Billboard Hot Rock & Alternative Songs) | 14             |